# Santa Isabel Chalma
Santa Isabel Chalma är en ort i Mexiko, tillhörande kommunen Amecameca i den östra delen av delstaten Mexiko, i den centrala delen av landet. Orten hade 2 215 invånare vid folkräkningen 2010, och är det fjärde största samhället i kommunen.
Santa Isabel Chalma ligger strax norr om kommunhuvudstaden Amecameca de Juárez, vid vulkanen Iztaccihuatls sluttningar.